# Place du Mur occidental

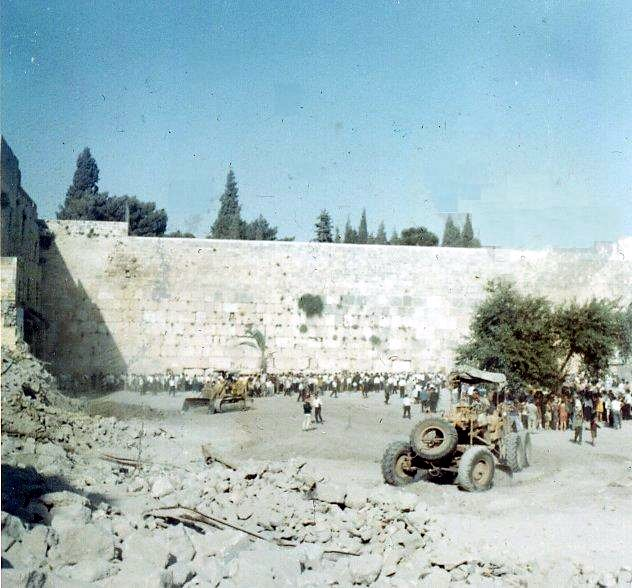
Dégagement de l'esplanade devant le Mur occidental en juin 1967

La place du Mur occidental (hébreu : רחבת הכותל המערבי) ou place du mur des Lamentations selon l'appellation usuelle du Mur en français, est une esplanade du quartier juif de la vieille ville de Jérusalem, établie face au Mur des Lamentations, après la conquête par l'armée de l'État juif du secteur Est de Jérusalem, dès le 7 juin 1967, secteur qui avait été auparavant conquis et géré par le royaume de Jordanie à compter du 14 mai 1948, date de la création de l'Etat d'Israël. Cette place a été créée à la suite de la démolition du quartier maghrébin, qui a commencé le 11 juin 1967 et qui s'est terminée deux jours plus tard. Le 14 juin 1967, environ 250 000 Israéliens sont pour la première fois sur place, afin de fêter Shavouot.
Par décision du conseil des ministres de l'État d'Israël du 26 juin 1967, cette place comme tout l'ancien secteur Est de Jérusalem a été incluse dans le nouveau territoire municipal de Jérusalem. Le nouveau territoire de la municipalité compte dès lors 71 km2 alors qu'auparavant, Jérusalem-Ouest comptait environ 38 km2 et Jérusalem-Est environ 6 km2. Quant à la loi du 30 juillet 1980, elle fait de  Jérusalem capitale une et indivisible de l'État hébreu.
Le mur des Lamentations borde sur son côté est l'ancien quartier des Magrébins. Côté nord de la place sont situés le tunnel du mur des Lamentations et le musée de la chaîne des Générations. Au sud de la place se situent le parc archéologique de Jérusalem et la porte des Maghrébins (aussi appelée Porte des Immondices, Dung Gate en anglais). À l'ouest de la place se situe le quartier juif.